# Evel Knievel

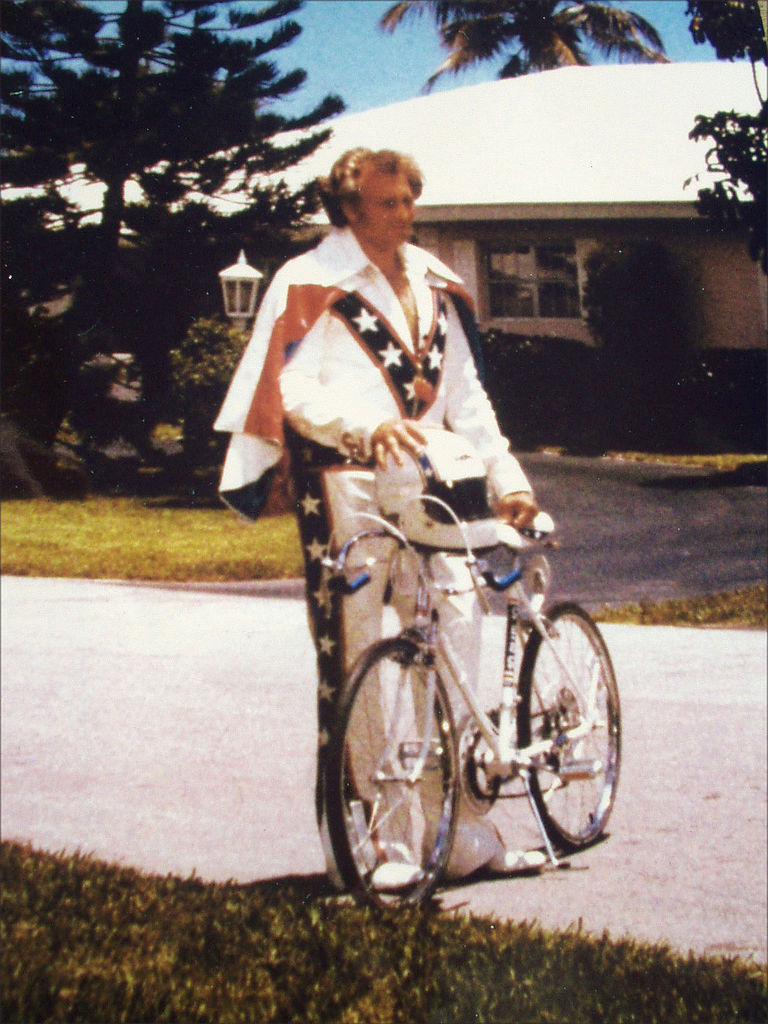
Knievel in den 1970er Jahren

Robert Craig „Evel“ Knievel, Jr. (* 17. Oktober 1938 in Butte, Montana; † 30. November 2007 in Clearwater, Florida) war ein US-amerikanischer Motorrad-Stuntman. Durch seine spektakulären Motorradsprünge und Stuntshows erlangte er weltweit Berühmtheit.

## Leben
Der Name entstand 1953, als Knievel beim Diebstahl von Radkappen erwischt und verhaftet wurde. Der Wärter scherzte damals, er habe „Evil Knievel“ verhaftet. Der Name wurde später in Evel Knievel geändert, um eine Verbindung mit dem Wort evil (englisch für „böse“; vgl. dt. „übel“) zu vermeiden. In seiner Jugend war Knievel ein talentierter Leichtathlet und Skispringer. Bis zum Beginn seiner Showkarriere bestritt er unter anderem als Versicherungsvertreter und Bergmann seinen Lebensunterhalt.
1965 gründete er „Evel Knievel’s Motorcycle Daredevils“, ab 1966 startete er alleine. Am 31. Dezember 1967, bei dem Versuch, über die Brunnenanlage des Caesars Palace in Las Vegas zu springen, zog er sich mehrere Knochenbrüche zu. Aus Marketinggründen wurde jedoch behauptet, er liege im Koma. In den folgenden Jahren begeisterte er die Menschen in aller Welt wiederholt durch atemberaubende Aktionen, wie zum Beispiel einen Sprung über 50 Autos in Los Angeles.

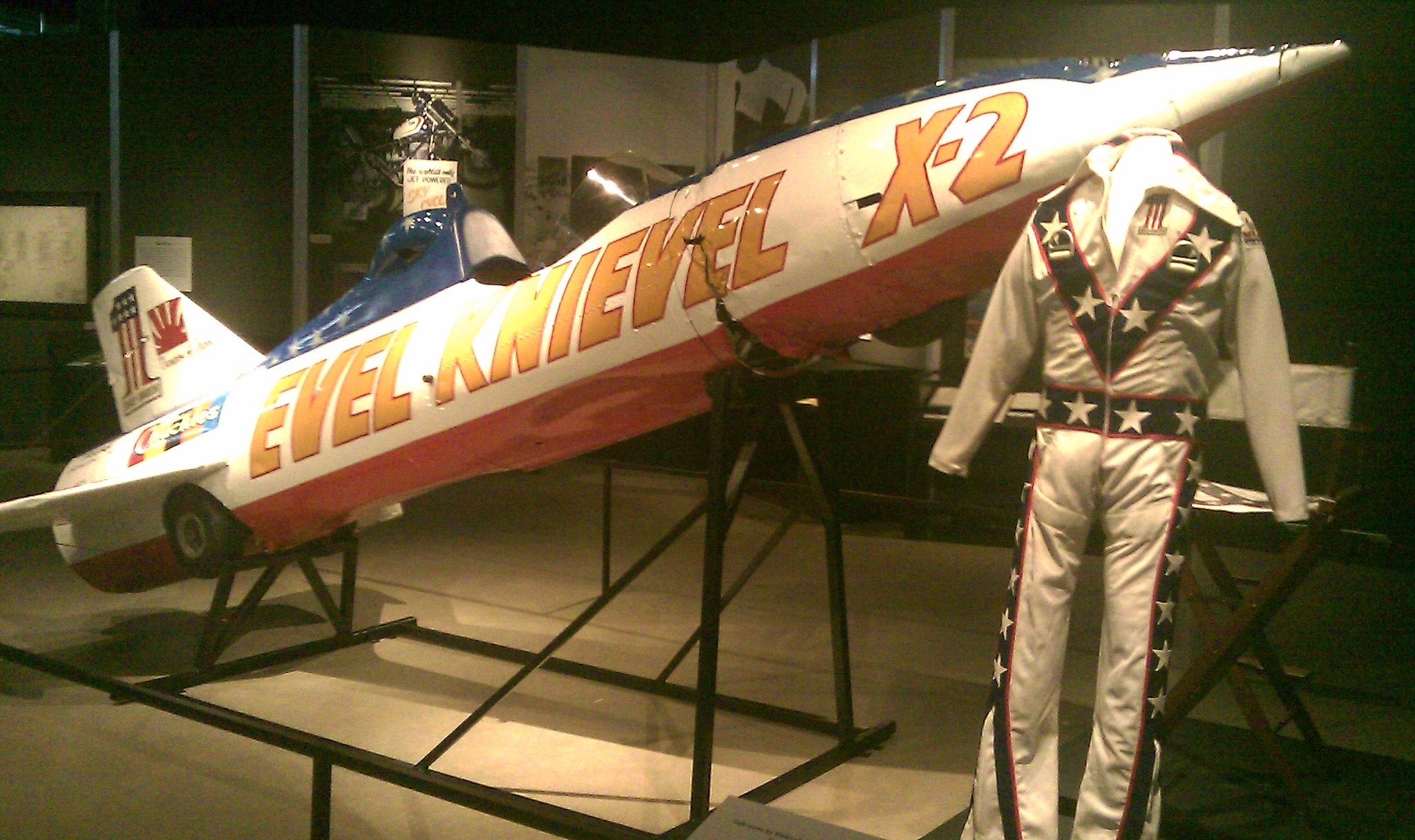
Die X2 Skycycle im Harley-Davidson-Museum in Milwaukee

Ein lange geplanter Sprung über den Snake River Canyon mit der dampfgetriebenen Rakete Skycycle X-2 misslang aufgrund eines Defekts an Knievels Bremsschirm. Am 31. Mai 1975 verkündete Knievel im Londoner Wembley-Stadion vor 90.000 Zuschauern seinen Rücktritt. Vorausgegangen war ein misslungener Versuch, über 13 Busse zu springen. Gleich nach dem Sturz nahm er ein Mikrofon und sagte den Zuschauern im Stadion trotz gebrochener Hüfte im Stehen, dass sie die letzten Menschen seien, die einen Sprung von ihm live gesehen hätten. Tatsächlich machte er danach noch einige weitere Sprünge und beendete seine Karriere erst im Januar 1977 nach einem misslungenen Sprung über ein Haifischbecken, bei dem er selbst sowie ein Kameramann schwer verletzt wurden.
Im Verlauf seiner Karriere wurde er bei seinen Sprungrekorden mehrfach herausgefordert: Am 3. Februar 1974 schlug Debbie Lawler im Houston Astrodome seinen bestehenden Hallen-Sprungrekord über 15 Pickup-Trucks mit einem Sprung von 101 Fuß (rund 31 Meter) über 16 Chevrolet Pickup-Trucks. Knievel reagierte mit der Aussage, dass er weiter spucken könne als Lawler spränge und holte sich schon einen Monat später den Rekord zurück. Der medienwirksam inszenierte Wettstreit wurde im März 1974 in der Mike Douglas Show beendet, als Knievel Debbie Lawler einen pinkfarbenen Nerz mit der Inschrift „Happy Landings. Love, Evel.“ (auf Deutsch: Gute Landungen. Alles Liebe, Evel.) überreichte. Im Juni 1976 überflügelte Super Joe Einhorn den dann bestehenden Rekord von Evel Knievel, indem er 15 Busse auf dem Lancaster Speedway in Buffalo übersprang. Die bei CBS Sports Spectacular im Fernsehen übertragene Sprungshow wurde von Debbie Lawler kommentiert.
Nach dem Rücktritt unterstützte er seinen Sohn Robbie bei dessen Stuntshows. Diesem gelang später der Sprung über den Grand Canyon. Insgesamt hatte Evel Knievel in seinem Leben 38 Unfälle, bei denen er teils mehrfache Knochenbrüche erlitt, insgesamt waren es 433 Knochenbrüche.
Im Video zur Single Touch the Sky von Kanye West spielt dieser die Rolle des Evel Knievel und Pamela Anderson die Rolle seiner Freundin. In dem biografischen Spielfilm „Evel Knievel – Ein Leben am Limit“ wird er von George Eads gespielt. Ebenso spielte er sich selbst in einer Episode der Serie Die Sieben-Millionen-Dollar-Frau.
Wenige Monate vor seinem Tod gab Knievel ein christliches Bekenntnis ab, nachdem er nach eigener Aussage „jahrzehntelang vor Gott weggelaufen“ sei und „in Sünde gelebt“ habe. Er bezeichnete seine Bekehrung als die größtmögliche Veränderung seines ganzen bisherigen Lebens. Sein sehr persönliches Zeugnis seiner Gotteserfahrungen gab er unter anderem im „Hour-of-Power“-Gottesdienst. Evel Knievel starb am 30. November 2007 in Clearwater (Florida) im Alter von 69 Jahren an Lungenversagen. Er wurde in seinem Geburtsort Butte auf dem Mountain View Cemetery beigesetzt, auf dem später auch sein Sohn Robbie seine letzte Ruhestätte neben ihm fand.

## Ehrungen und Erwähnungen

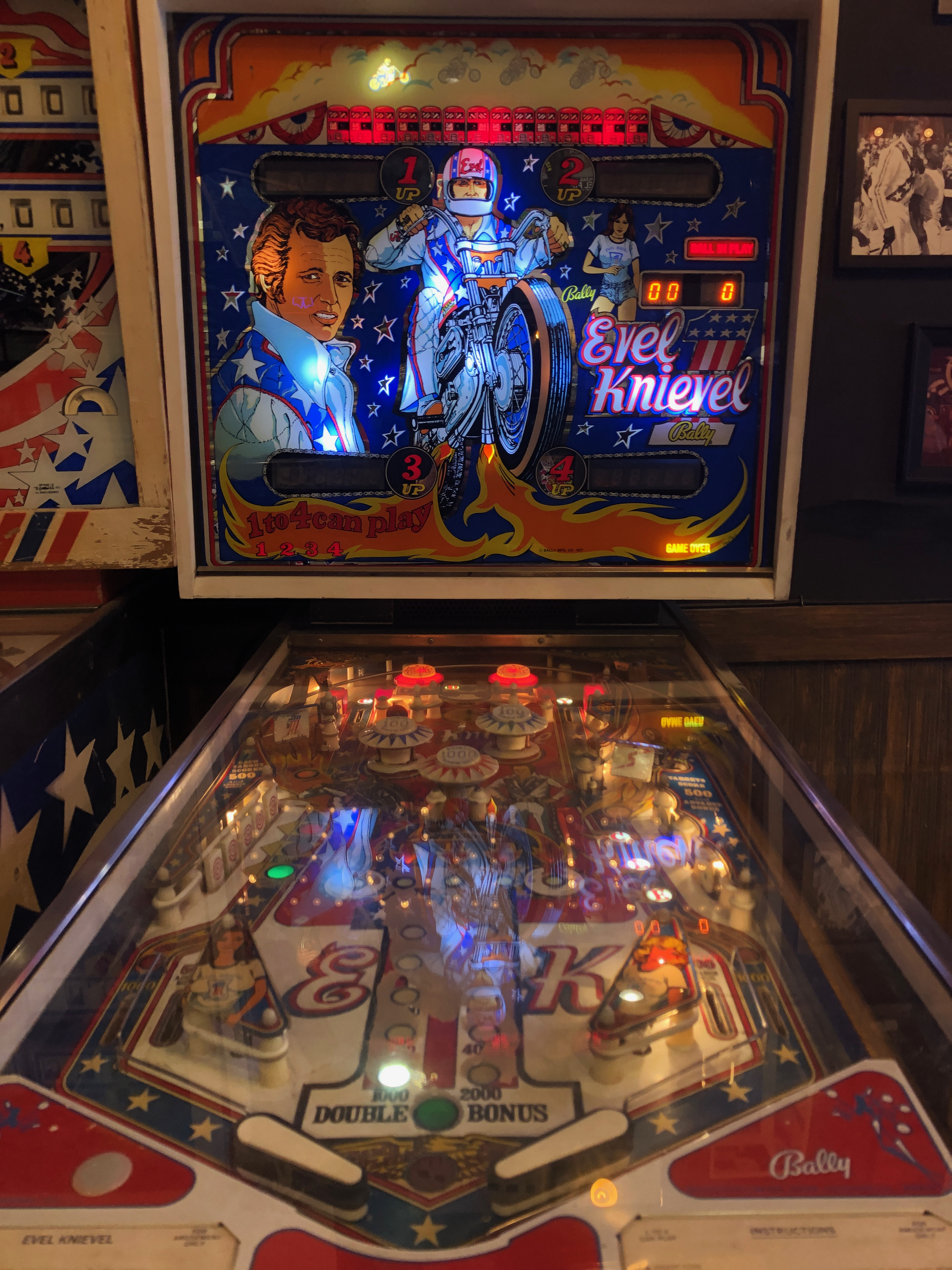
Evel Knievel Flipper im Evel Pie in Las Vegas

- Mike Rutherford von Genesis singt auf dem Album The Lamb Lies Down on Broadway im Lied Riding the Scree „Evel Knievel you got nothing on me“.
- In mehreren Computerspielen kann man die Rolle Evel Knievels übernehmen. Das erste war 1976 Stunt Cycle.
- Evel Knievel hieß 1977 einer der ersten elektronischen Flipperautomaten der Firma Bally; wenige Monate vorher wurde bereits eine elektromechanische Version des Gerätes herausgebracht.[8]
- Verschiedene Spielzeughersteller brachten Knievel als funktionstüchtige Stuntpuppe mit Motorrad auf den Markt.
- In seinem unveröffentlichten, aber auf der Ghost of Tom Joad Tour 1995–97 zum Liveprogramm gehörenden Lied Sell it and they will come thematisierte Bruce Springsteen einen TV-Werbeauftritt Knievels für ein Schmerzmittel.
- In dem James-Bond-Film Der Mann mit dem goldenen Colt fragt Roger Moore kurz vor dem spektakulären Autostunt Sheriff J.W. Pepper: „Schon mal was von Evel Knievel gehört?“
- Auch im Film Armageddon – Das jüngste Gericht fragt A. J. Frost (Ben Affleck) den russischen Kosmonauten kurz vor dem Sprung über einen Canyon: „Schon mal was von Evel Knievel gehört?“, woraufhin dieser antwortet: „Nein, ich war nie in Star Wars.“
- Der Song Who’s The King? der Crossover-Band Dog Eat Dog, der sich auf dem Album All Boro Kings von 1994 befindet, enthält die Liedzeile „Evil Knievel, a well paid rebel“. Sänger John Connor von Dog Eat Dog ist ein großer Fan des Stuntmans.
- In dem Song Darkside der Crossover-Band Crazy Town auf dem Album The Gift of Game von 1999 taucht die Zeile auf: „I’m evil like knievel, kicking white trash“.
- 2008 wurde eine Holzachterbahn nach ihm benannt, die jedoch 2010 in American Thunder umbenannt wurde.
- Ebenfalls 2008 wurde der Film Mat Hoffman’s Tribute to Evel Knievel in Gedenken zum 1. Todestag veröffentlicht.
- Auf ihrem 2011er Album Dem Teufel ein Gebet ehren die Deutschrocker von 9mm Knievel mit einem Lied dieses Titels.
- Auf ihrem 2013er Album Between Dog and Wolf ehren die Punk- und Independent-Rocker von New Model Army Knievel mit einem Lied dieses Titels.
- In der Serie The Simpsons wurde in der Folge Der Teufelssprung die Figur Captain Lance Murdock eingeführt, die Bezug auf Knievel nimmt. Murdock ist ein Motorradstuntman, der im Krankenhaus landet und sich laut eigener Aussage „schon jeden Knochen im Körper gebrochen“ hat. Bart versucht in dieser Episode, mit seinem Skateboard die Springfield-Schlucht zu überspringen.[9]
- Die deutsche Band Deichkind erwähnt Evel Knievel 2015 in ihrem Song Porzellan und Elefanten, in dem es um eine konfliktbehaftete Beziehung geht. Die Zeile „Wie Evel Knievel und Rampe“ steht sinnbildlich für viele schmerzhafte Erfahrungen.
- Im Film Hot Rod – Mit Vollgas durch die Hölle versucht der Protagonist, ein selbsternannter Stuntman, Knievel nachzueifern, indem er über 15 Schulbusse springt.
- Aufnahme in die Motorcycle Hall of Fame.[10]
- Erwähnung durch Woody Harrelson im Film Zombieland, nachdem Jesse Eisenberg mit dem Motorrad in den Busch gefahren ist